# Mingus Dagelet
 (octobre 2018).
Si vous disposez d'ouvrages ou d'articles de référence ou si vous connaissez des sites web de qualité traitant du thème abordé ici, merci de compléter l'article en donnant les références utiles à sa vérifiabilité et en les liant à la section « Notes et références ».
Pour les articles homonymes, voir Dagelet.
Mingus Dagelet, de son vrai nom Dominique Hans Dagelet, né le 13 novembre 1991 à Amsterdam, est un acteur et musicien néerlandais de cinéma et de théâtre. En 2016, il obtient son diplôme d'acteur à l'Académie de théâtre de Maastricht.

## Carrière
Mingus Dagelet a joué avec des membres de sa famille dans plusieurs spectacles musicaux pour enfants en 2000, 2001, 2004, 2005 et 2009. En 2015, il co-produit avec Het Nationale Toneel (maintenant appelé Het Nationale Theater) sous la direction de Casper Vandeputte dans la performance Summer of '96 de NT-jong. 
Il a également travaillé avec Ivo van Hove dans le spectacle The Silent Power of Toneelgroep Amsterdam. En 2016, il a été présenté dans le spectacle The Transmitter of the National Theatre mis en scène par Joost van Hezik.
De 2009 à 2011, Mingus Dagelet a suivi la formation préparatoire du conservatoire d'Amsterdam où il a étudié la batterie. En 2009, il s'est produit avec Doeshka Vrede, Maarten van der Grinten et Friederike Darius au festival The Hague Jazz (en) à La Haye.

## Vie privée
Il est le fils de l'acteur Hans Dagelet et de l'altiste Esther Apituley. Charlie Chan Dagelet, Tatum Dagelet et Dokus Dagelet sont ses sœurs et Monk Dagelet est son jeune frère.

## Filmographie

### Cinéma
- 2011 : Razend (nl) - Bart, réalisé par Dave Schram
- 2012 : Koning van Katoren (nl) - Stach, réalisé par Ben Sombogaart
- 2015 : Mannenharten 2 (nl) - Younes, réalisé par Mark de Cloe
- 2016 : A Real Vermeer - Jac van Meegeren, réalisé par Rudolf van den Berg
- 2017 : Belladonna's - Melvin, réalisé par Jon Karthaus

### Télévision
- 2010-2011 : VRijland (nl) - Mo, réalisé par Barbara Bredero
- 2011 : Overspel (nl) - Victor, réalisé par Dana Nechustan
- 2014 : Goalmouth, saison 1 - Divers rôles et présentation
- 2014 : Divorce - Jurre, réalisé par Will Koopman
- 2015 : Schaep Ahoy (nl) - Randy, réalisé par Frank Krom
- 2015 : Goalmouth, saison 2 - Divers rôles et présentation
- 2016 : The Pain Body - Bric, réalisé par Gerson Oratmangoen
- 2017 : Football mafia - Floris, réalisé par Mark de Cloe
- 2017 : The Men's Tester - Alex, réalisé par Hiba Vink

### Théâtre
- 2015 : Summer of '96, Het Nationale Toneel / NT-Jong : réalisé par Casper Vandeputte
- 2016 : The Transmitter, The National Theatre : mise en scène : Joost van Hezik
- 2015-2017 : The Silent Power, Toneelgroep Amsterdam, réalisé par Ivo van Hove